# Larissa Franklin
Pour les articles homonymes, voir Franklin.
Larissa Franklin, née le 26 mars 1993 à Maple Ridge, est une joueuse canadienne de softball.

## Carrière
Avec l'équipe du Canada, elle remporte la médaille de bronze du tournoi de softball aux Jeux olympiques d'été de 2020 à Tokyo.